# Tangara à miroir blanc
Conothraupis speculigera
Espèce
Statut de conservation UICN

 LC  : Préoccupation mineure
Le Tangara à miroir blanc (Conothraupis speculigera) est une espèce d'oiseaux de la famille des Thraupidae.

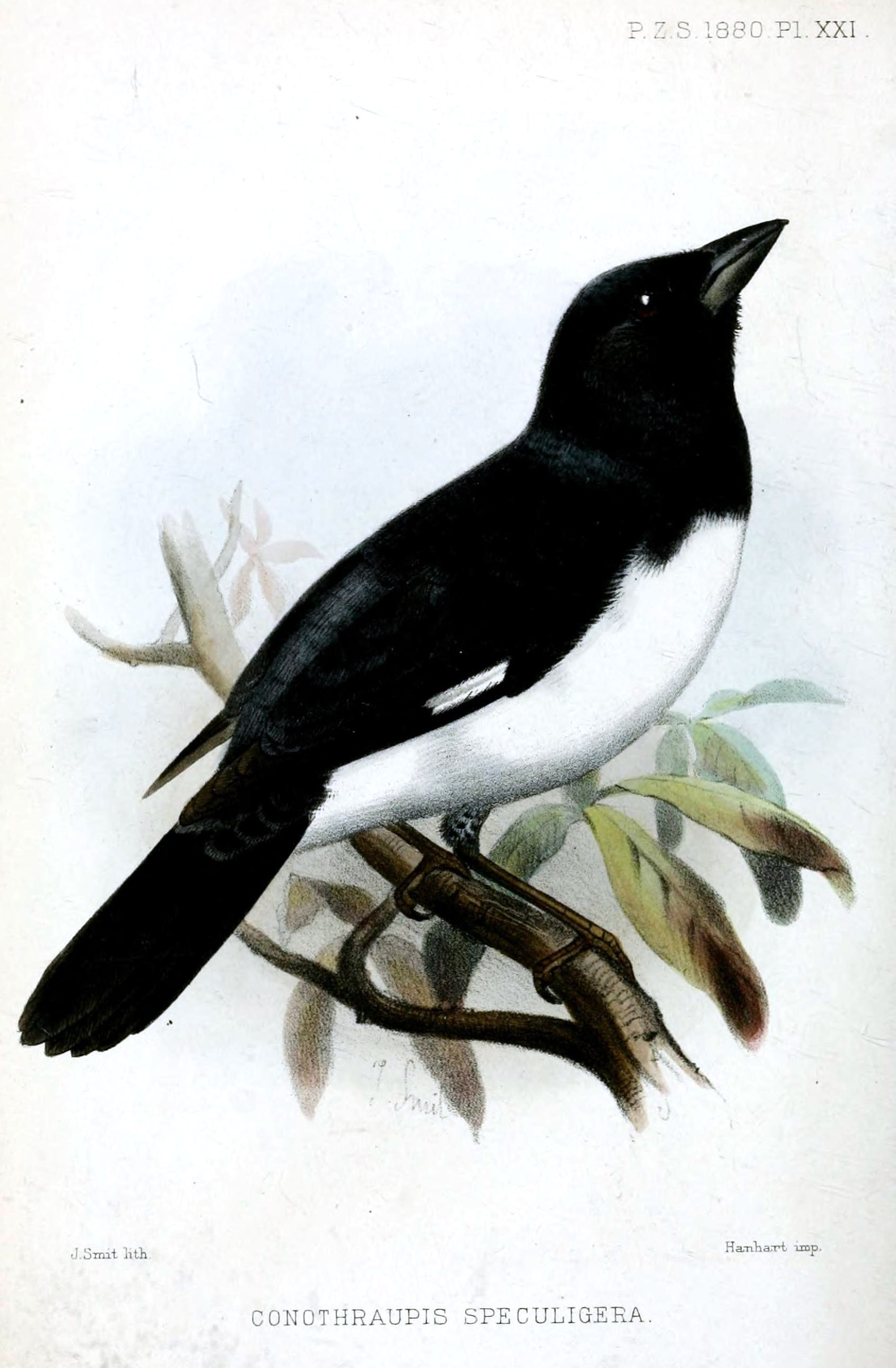
Dessin par Joseph Smit

## Description
Il mesure environ 16 cm de long et pèse de 23 à 28 g. Le mâle est noir avec un croupion gris, le ventre blanc et un miroir blanc. Il a un bec plus long que le Sporophile noir et blanc auquel il ressemble un peu et n'a pas les flancs noirs ni le bec blanc du Tangara de Berlioz. La femelle est olive avec le ventre chiné de jaune. Les deux sexes ont un iris rougeâtre et un bec grisâtre.
Le chant des mâles est caractéristique, rappelant celui du merle noir, éclatant et fort.

## Comportement
Il est généralement peu commun à rare et généralement observé seul ou en couple, mais peut être trouvé en troupes jusqu'à 50 individus.

## Alimentation
Il se nourrit d'insectes et de graines.

## Nidification
Dans la partie septentrionale de son aire, cet oiseau se reproduit pendant la saison des pluies (vers mars), après quoi il se disperse.
Le nid a été décrit seulement en 2006. Il est ouvert, désordonné et lâchement tissé, en forme de coupe de 6 à 7 cm de haut et 10 à 11 cm de diamètre externe, 6 cm de diamètre interne et 4 cm de profondeur. Il est placé à une hauteur moyenne (environ 50 à 150 cm au-dessus du sol) dans des arbustes de petite taille. Il est construit à partir de petites branches et de pétioles des feuilles et doublé de rhizomorphes de champignons.
La couvée se compose de 2 ou 3 œufs bleu pâle avec de grandes taches brunes assez uniformément réparties. Ils mesurent 21 x 15,6 mm.

## Répartition
Cet oiseau se trouve en Bolivie, en Équateur, au Pérou et au Brésil dans l'état d'Acre.

## Habitat
Cet oiseau fréquente le maquis, les forêts et les lisières de forêt à une altitude comprise entre 100 et 1 800 m.